# Leea thorelii
Leea thorelii är en vinväxtart som beskrevs av François Gagnepain. Leea thorelii ingår i släktet Leea och familjen vinväxter. Inga underarter finns listade i Catalogue of Life.